# 헤클러운트코흐 HK45
헤클러&코흐 HK45(Heckler & Koch, .45 ACP)는 1995년 독일의 무기생산회사 헤클러운트코흐가 제작 및 생산한 반자동권총이다.

## 총망
HK45는 9mm 베레타 M9 대신 .45 ACP을 사용하는 반자동권총을 사용하도록 하는 미국 육군 통합전투권총 프로그램에 명시된 조건을 충족하도록 설계했다. 이에 헤를러운트코흐 사는 전 델타 포스 출신이었던 레리 빅커스와 켄 헤커슨과 함께 HK45를 통합전투권총 프로그램이 요구하는 조건에 맞게 개발하고자 했으나 통합전투권총 프로그램은 2006년 전체 병력을 무장하기 위한 예산 부족으로 무기한 중단되었고 M9 권총이 미국 육군의 제식권총으로 계속 쓰이게 되었다. 통합전투권총 프로그램은 무산되었지만, 헤를러운트코흐 사는 HK45를 법집행기관 및 군사 단체에 판매할 수 있도록 상업화하기로 결정했다.
HK45는 H&K USP의 발전을 보여주는 대표적인 사례로 USP와 동일한 운용규칙을 적용한다. 또한 다른 파생형들과 같이 10가지 파생형들과도 같이 사용할 수 있다. HK45는 풀사이즈 권총이지만 헤클러&코흐 P2000에서 나온 기능을 통합하여 .45 ACP 풀사이즈 HK USP의 다른 권총보다 더 인체공학적으로 나아가도록 설계했다. 대표적으로 확장된 양손잡이용 슬라이드 멈치, 손가락 홈이 존재하는 인체공학적 그립 질감, 서로 다른 크기의 손에 맞게 설계된 교환 가능한 백스트랩 등이 있다. 새롭게 설계된 그립과 백스트립은 무기 통제와 반동 관리를 더 잘 할 수 있게 해주었다. 더 작고 인체공학적 그립을 만들기 위해 HK45의 탄창에는 USP45의 12발에서 줄어든 10발을 넣을 수 있게 했다. 또한, HK45는 악세사리 장착을 위한 방아쇠울 앞의 피카티니 레일이 있는 슬라이드 앞 끝부분에 서레이션을 새겼다. 거기에 격발시에도 슬라이드와 강선을 일직선으로 향하게 하고 사격 정확도를 높히기 위해 USP 엑스퍼트, 매치 모델, MK23에서 단 것과 비슷한 O링과 다각형 강선을 붙였다.
HK45는 헤클러운트코흐의 새 공장인 뉴잉턴 공장에서 제조한 최초의 총기이기도 하다.

## 파생형

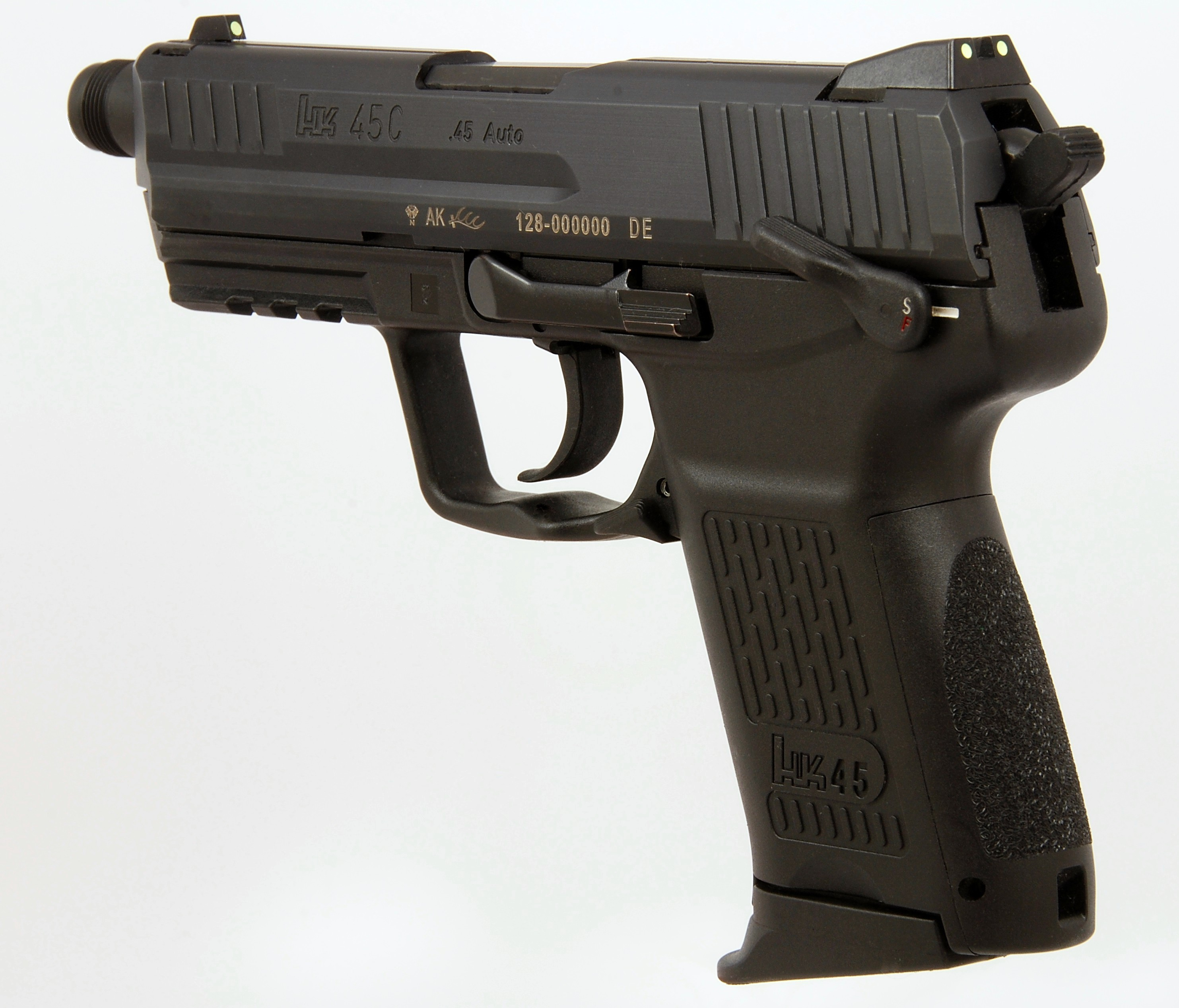
HK45C 택티컬 (특수 총열).

헤클러운트코흐는 탄창에 8발에서 10발 정도를 넣을 수 있는 HK45 컴팩트 (HK45C)도 제작하고 있다. HK45C는 풀사이즈 HK45와 같은 기능을 제공하지만 헤클러&코흐 P2000과 같은 전통적 스트레이트 그립을 가지고 있다. 이 디자인에서도 각자의 손 크기에 맞게 최적화된 상호교환가능한 백스트랩을 적용했다.
HK45 택티컬 (HK45T)과 HK45 컴팩트 택티컬 (HK45CT) 파생형도 같이 나왔다. 이 파생형은 확장된 나사형 강선 소음기 및 기계식 조준기를 달고 있다. HK45와 HK45C와도 호환 가능한 이 나사형 강선은 헤클러운트코흐 USA사에서 구매할 수 있다.

## 사용처
- 오스트레일리아: 2008년 웨스턴오스트레일리아 주 경찰의 전술대응군이 HK45를 도입했다.[8]
- 미국: 2010년 9월 미국 해양특수전사령부가 Mk 24 Mod 0라는 이름으로 HK45C를 도입했으며,[9] 2013년에는 포트 리 경찰서에서 HK45C를 도입했다.

## 같이 보기
- 헤클러&코흐 P30 - 9 × 19 mm 패러벨럼과 .40 S&W를 사용하는 권총으로 HK45와 비슷한 디자인을 가지고 있다.